# Мюрон
Мюро́н (фр. Muron) — коммуна во Франции, находится в регионе Пуату — Шаранта. Департамент коммуны — Шаранта Приморская. Входит в состав кантона Тонне-Шарант. Округ коммуны — Рошфор.
Код INSEE коммуны — 17253.

## Население
Население коммуны на 2010 год составляло 1235 человек.
| 1962 | 1968 | 1975 | 1982 | 1990 | 1999 | 2010 |
| ---- | ---- | ---- | ---- | ---- | ---- | ---- |
| 775  | 719  | 754  | 947  | 1017 | 997  | 1235 |